# Boudewijn III van Gent
Boudewijn III van Gent was heer van Aalst.
Hij huwde Lutgarde van Grimbergen. Hij was Pair (peer of Baro) van Vlaanderen. Hij gaf verscheidene bezittingen aan de St. Pietersabdij en de abdij van Ninove. Samen met zijn broer Iwein van Aalst gaf hij de abdij van Afflighem gronden te Erembodegem (waarop molens werden gebouwd) en 2 mansi te Afflighem (voor de poorten van de abdij). Zijn vaders eigendommen Waas, Drongen en Ruiselede verkreeg hij pas in 1120 van de graaf van Vlaanderen.
Hij werd van Gent genoemd omdat hij en zijn vader advocaten waren van de Sint Pieters abdij van Gent.
Toen de graaf van Henegouwen Vlaanderen binnenviel en Oudenaarde en Ninove veroverde, ging Boudewijn III hem tegemoet. Hij werd gewond aan het hoofd en moest zich haastig naar Aalst terugtrekken.
In 1127 overleed hij toen door het blazen op een hoorn zijn hoofdwond opende.
Beatrice was het dochtertje van Boudewijn III. Ze verkreeg de heerlijkheid van haar vader. Haar voogd Iwein van Aalst stemde in met een huwelijk met Hendrik van Bourbourg. Volgens Warlop was dit voor de Graaf van Vlaanderen een gevaarlijke situatie. Het samenvoegen van beider familiebezit zou een te grote machtsconcentratie zijn. De graaf maakte dus geen bezwaren wanneer Iwein als voogd haar bezittingen in beslag nam en zelf heer van Aalst werd. Alleen enkele bezittingen van haar moeder Aleida van Grimbergen vielen in de bruidsschat